# Аспермонт (Тексас)
Аспермонт (енгл. Aspermont) град је у америчкој савезној држави Тексас. По попису становништва из 2010. у њему је живело 919 становника.

## Демографија
Према попису становништва из 2010. у граду је живело 919 становника, што је 102 (10,0%) становника мање него 2000. године.
| Група             | 2000.       | 2010.       |
| Белци             | 822 (80,5%) | 715 (77,8%) |
| Афроамериканци    | 44 (4,3%)   | 29 (3,2%)   |
| Азијати           | 4 (0,4%)    | 5 (0,5%)    |
| Хиспаноамериканци | 134 (13,1%) | 159 (17,3%) |
| Укупно            | 1.021       | 919         |